# Shirbīn
Shirbīn (arabiska شربين) är en ort i Egypten. Den ligger i guvernementet ad-Daqahliyya, i den norra delen av landet, 130 km norr om huvudstaden Kairo. Shirbīn ligger 11 meter över havet och folkmängden uppgår till cirka 70 000 invånare.

## Geografi
Terrängen runt Shirbīn är mycket platt. Runt Shirbīn är det mycket tätbefolkat, med 1 632 invånare per kvadratkilometer. Närmaste större samhälle är Dikirnis, cirka 14 km sydost om Shirbīn. Trakten runt Shirbīn består till största delen av jordbruksmark.